# Tempio Pausania
Tempio Pausaniaⓘ ([ˈtempjo pauˈzanja], pol. uproszczona: tempio pauzania) – miejscowość i gmina we Włoszech, w regionie Sardynia, w prowincji Sassari.

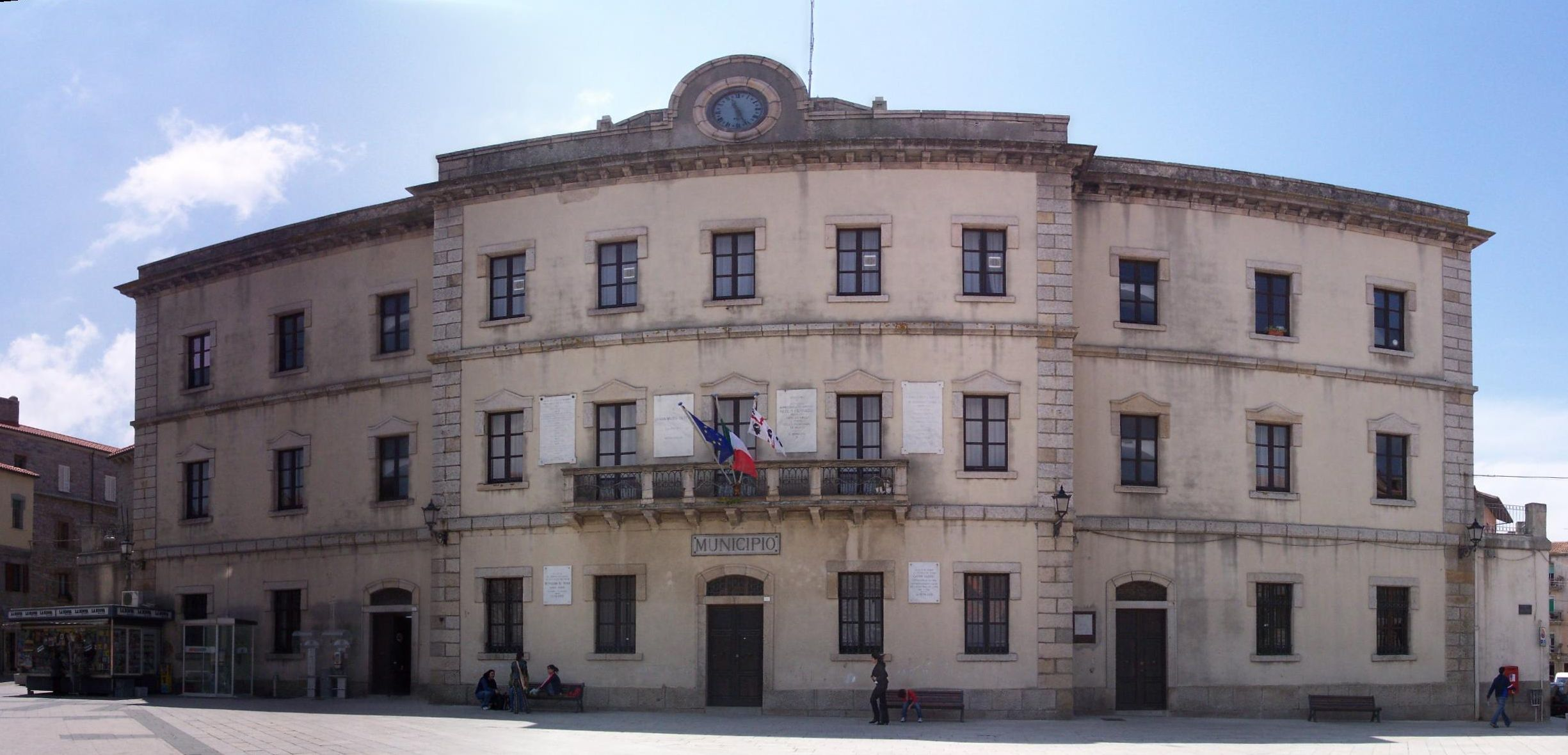
Ratusz

Według danych na rok 2019 gminę zamieszkiwały 13 632 osoby, 65 os./km². Graniczy z gminami Aggius, Aglientu, Arzachena, Berchidda, Bortigiadas, Calangianus, Erula, Luogosanto, Luras, Oschiri, Palau, Perfugas, Santa Teresa Gallura, i Tula.